# Bread Loaf Writers' Conference

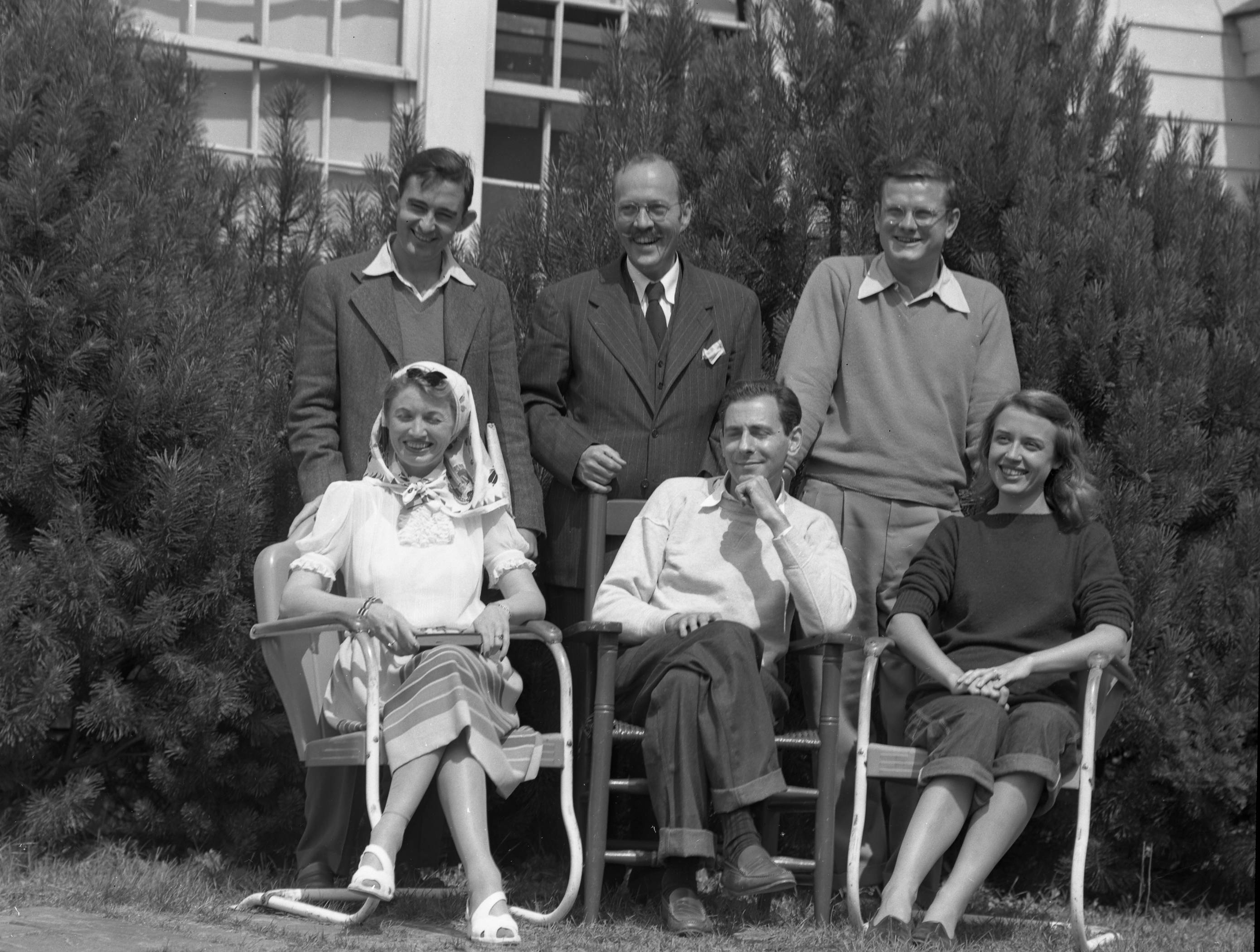
Bread Loaf Writers' Conference, 1946

La Bread Loaf Writers' Conference réunit chaque été des auteurs au Bread Loaf Inn, près de Bread Loaf Mountain, à l'est de Middlebury, Vermont. Fondée en 1926 par l'éditeur John C. Farrar (en) de The Bookman, inspiré par Willa Cather et Robert Frost. Elle est qualifiée par le New Yorker de « conférence d'écrivains la plus ancienne et la plus prestigieuse du pays ». Bread Loaf est un programme du Middlebury College et, à sa création, il est étroitement associé à Robert Frost, qui a participé à 29 sessions (Frost vivait à proximité de Ripton).

## Atelier
Tous les deux jours, pendant 10 jours, les participants assistent à des ateliers de 10 personnes. Leurs écrits sont évalués par les professeurs et d'autres participants à l'atelier, notamment des universitaires et des boursiers. De nombreuses lectures, cours d'artisanat, événements et réunions d'agents littéraires font partie de la conférence. Michael Collier (en), poète et professeur à l'Université du Maryland, College Park et directeur de la conférence, a déclaré au journal Seven Days du Vermont que l'événement ne devait pas être confondu avec le modèle plus paisible d'une retraite d'écrivains. Il est « conçu pour l’apprentissage plutôt que pour l’écriture sur place ». 

## Auteurs
Parmi les auteurs de renom associés à la conférence au fil des ans figurent James Cooke Brown, John Ciardi, Bernard DeVoto, Robert Frost, John Gardner, Richard Gehman (en), Isaac Asimov, Truman Capote, Donald Hall, John Irving, Shirley Jackson, Barry Lopez, Robie Macauley (en), George RR Martin, Carson McCullers, Norman Mailer, Toni Morrison, Linda Pastan, May Sarton, Anne Sexton, Eudora Welty, Samuel R. Delany et Richard Yates.

## Faculté
Dans les années 1960, le directeur de la conférence est John Ciardi, qui perd le soutien des dirigeants, en particulier celui du directeur adjoint Paul Cubeta. Ce dernier est remplacé par Edward A. « Sandy » Martin en 1965. La dissidence parmi les participants continue de croître au cours des années suivantes, à mesure que la pression s'accroit pour abandonner les principes hiérarchiques anciens et adopter des structures et des comportements plus égalitaires. 
Parmi les professeurs récents figurent Julia Alvarez, Andrea Barrett, Charles Baxter, Linda Bierds, Robert Boswell, Lan Samantha Chang, Ted Conover, Mark Doty, Percival Everett, Lynn Freed, Linda Gregerson, Patricia Hampl, Edward Hirsch, Brigit Pegeen Kelly, William Kittredge, Rebecca Makkai, Antonya Nelson, Carl Phillips, Natasha Trethewey, Ellen Bryant Voigt, Daniel Wallace et Dean Young.
La conférence est administrée depuis 2017 par la réalisatrice Jennifer Grotz (en), première femme à occuper ce poste et la réalisatrice adjointe est Lauren Francis-Sharma.

## Boursiers
Parmi les boursiers de la conférence figurent Christopher Castellani (en), Geri Doran, Thomas Sayers Ellis, John Engels, Ilya Kaminsky, Suji Kwock Kim, Naeem Murr, Peter Orner, Eric Puchner, Richard Siken, Monique Truong, Vendela Vida, Tiphanie Yanique et C. Dale Young.

## Serveurs (bourses d'alternance)
Parmi les bénéficiaires bien connus de ce service de repas figurent Julia Alvarez, Amanda Davis, Samuel R. Delany,  Carolyn Forche, Jonathan Galassi, Jean Kwok, Justin Torres, Tama Janowitz, Antonya Nelson, Tiphanie Yanique et Joy Williams.
À partir de la conférence 2020, la nouvelle directrice, Jennifer Grotz, met fin à cette forme de bourse, redirigeant les fonds vers des bourses sans contrepartie de service de repas. Cette décision tenait compte du fait que certains estimaient que les « serveurs », bien que très respectés, créaient un sentiment de distinction raciste (ces dernières années, de nombreux serveurs étaient des écrivains de couleur). Il a été reconnu que le rôle de service de repas créait involontairement la perception que certains boursiers étaient catégorisés comme des domestiques. 

## Dans la culture populaire
Dans l'épisode de 2006 « Moe'N'a Lisa » de la série animée Les Simpson, une partie de l'intrigue se déroule à la « Wordloaf Literary Conference » dans le Vermont, basée sur Bread Loaf. L'épisode présente les auteurs Michael Chabon, Jonathan Franzen, Tom Wolfe et Gore Vidal, avec leurs propres voix.